# Andethele
Andethele es un género de arañas migalomorfas de la familia Dipluridae. Se encuentra en Perú.

## Lista de especies
Según The World Spider Catalog 11.5:
- Andethele huanca Coyle, 1995
- Andethele lucma Coyle, 1995
- Andethele tarma Coyle, 1995